# Ikechukwu Obichukwu
Ikechukwu Obichukwu es un deportista nigeriano que compitió en levantamiento de potencia adaptado. Ganó una medalla de plata en los Juegos Paralímpicos de Londres 2012 en la categoría de –52 kg.

## Palmarés internacional
| Juegos Paralímpicos | Juegos Paralímpicos   | Juegos Paralímpicos | Juegos Paralímpicos |
| Año                 | Lugar                 | Medalla             | Categoría           |
| ------------------- | --------------------- | ------------------- | ------------------- |
| 2012                | Londres (Reino Unido) | Medalla de plata    | –52 kg              |